# Carlo Errera
Carlo Errera (Trieste, 3 dicembre 1867 – Bologna, 27 maggio 1936) è stato un geografo e scienziato italiano.
Compì gli studi superiori a Firenze e sotto la guida di Pasquale Villari sviluppò la sua passione per la storia della geografia.
Fu particolarmente noto, anche all'estero, per la sua opera L'epoca delle grandi scoperte geografiche del 1902.
Si occupò anche di osservazioni di fenomeni fisici.
È sepolto nel Campo degli Ospedali della Certosa di Bologna.